# Old Time’s Sake
«Old Time’s Sake» — второй неофициальный и четвёртый полный сингл американского рэпера Эминема, с альбома «Relapse». Выпуск состоялся 5 Мая 2009 на интернет-ресурсе «iTunes». На сингле также присутствует и его продюсер Dr. Dre.

## История
Новости о будущей песне были опубликованы на официальном сайте Эминема 30 апреля 2009, как часть промо к альбому «Relapse» . Продюсером песни, как и всех песен с альбома «Relapse», был Dr. Dre. «Old Time’s Sake» это одна из двух совместных песен на альбоме, первой была песня «Crack a Bottle», на ней присутствовали Dr. Dre и хорошо известный 50 Cent. Песня просочилась в Интернет 4 мая, за один день до её официального выпуска. Также у сингла нет никакого музыкального видео.

## Критика
Песня была хорошо встречена поклонниками и критиками.

## Список композиций
Цифровой сингл
| №  | Название                                | Автор(ы)                                            | Продюсер(ы)          | Длительность |
| -- | --------------------------------------- | --------------------------------------------------- | -------------------- | ------------ |
| 1. | «Old Time’s Sake» (при участии Dr. Dre) | M. Мэтерс, A. Янг, М. Бэтсон, Д. Паркер, Т. Лоуренс | Dr. Dre, Марк Бэтсон | 4:38         |

## Музыкальный персонал
- Эрик «Иисус» Кумес — бас-гитара
- Марк Бэтсон — клавишные
- Дауни Паркер — клавишные
- Тревор Лоуренс — клавишные

## Чарты
| Чарт (2009)                                       | Высш. место |
| ------------------------------------------------- | ----------- |
| Australia (ARIA)                                  | 76          |
| Canada (Canadian Hot 100)                         | 14          |
| Ireland (IRMA)                                    | 49          |
| UK Singles (The Official Charts Company)          | 61          |
| US Billboard Hot 100 (Billboard)                  | 25          |
| US Bubbling Under R&B/Hip-Hop Singles (Billboard) | 15          |
| US Pop 100 (Billboard)                            | 31          |

## Прочие
1. ↑  Shaheem Reid (4 мая 2009). Eminem And Dr. Dre's 'Old Time's Sake' Leaks One Day Early. MTV. Архивировано 7 мая 2009. Дата обращения: 5 мая 2009.
2. ↑  iTunes Countdown. Eminem. 30 апреля 2009. Архивировано 3 мая 2009. Дата обращения: 5 мая 2009.
3. ↑  The ARIA Report: Week Commencing 18 May, 2009 (Issue 1003) (PDF). Australian Recording Industry Association (18 мая 2009). Дата обращения: 1 августа 2011. Архивировано из оригинала 8 августа 2012 года.
4. ↑  Eminem Album & Song Chart History: Canadian Hot 100. Billboard. Nielsen Business Media, Inc. Дата обращения: 2 августа 2011. Архивировано 11 ноября 2012 года.
5. ↑  Discography Eminem. irish-charts.com. Hung Medien. Дата обращения: 2 августа 2011. Архивировано из оригинала 8 августа 2012 года.
6. ↑  Eminem (select "View Singles" tab). The Official Charts Company. Дата обращения: 28 августа 2011. Архивировано из оригинала 8 августа 2012 года.
7. ↑  Eminem Album & Song Chart History: Hot 100. Billboard. Nielsen Business Media, Inc. Дата обращения: 2 августа 2011. Архивировано 10 ноября 2012 года.
8. 1 2  Billboard chart search - Eminem - "Old Time's Sake" (XML). Billboard. Nielsen Business Media, Inc. Дата обращения: 2 августа 2011. Архивировано из оригинала 8 августа 2012 года.